# Psolus tuberculosus

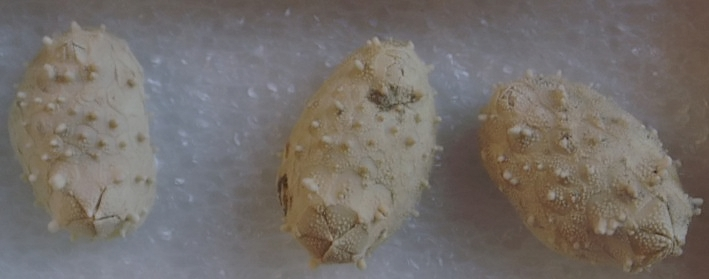
Psolus tuberculosus

Psolus tuberculosus is een zeekomkommer uit de familie Psolidae.
De wetenschappelijke naam van de soort werd in 1886 gepubliceerd door Johan Hjalmar Théel.